# Hall Bassin
Hall Bassin er et sejlbart sund mellem Grønland og Canadas nordligste ø, Ellesmere Island. Det udgør en del af Nares Strædet. Fastlandet ligger mod øst og vest, mens Robesonkanalen ligger mod nord, og Kennedykanalen ligger syd for Hall Basin.
Hall Bassin er opkaldt efter den amerikanske polarforsker Charles Francis Hall.